# Niels Ryberg Finsen
Niels Ryberg Finsen (født 15. december 1860 i Tórshavn, død 24. september 1904 i København) var en færøsk-islandsk-dansk læge født på Færøerne (af islandsk slægt). Han modtog Nobelprisen i fysiologi eller medicin for sit arbejde med "behandling af lupus vulgaris (hudtuberkulose) med lysbehandling af huden". Han var både den første færøske og den første danske nobelpristager.
Finsen var søn af amtmand Hannes Finsen (1828-1892), af islandsk afstamning, og Johanne Sophie Caroline Christine, født Formann (1833-1864), i Sønder Kirkeby, øst for Nykøbing Falster, samt broder til Olaf Finsen. Hans faders fætter var Hilmar Finsen.Hans mor var datter af godsforvalter Niels Ryberg Formann (1795-1835).
Finsen studerede lysets virkning på huden. I 1893 offentliggjorde han som den første i verden en afhandling Om Lysets Indvirkninger paa Huden, der i 1896 fulgtes af Om Anvendelse i Medicinen af koncentrerede kemiske Lysstraaler, hvori han beskriver lysbehandling af hudtuberkulose.

## Karriere og virke
Han gik på Herlufsholm Kostskole fra 1874 til 76, men blev student i Reykjavik i 1882 på samme skole, som hans far havde gået på. Lysten til bogen var åbenbart ikke fremtrædende hos ham i skoletiden; han søgte helst friluftsliv og dyrkede ivrigt - indtil sygdom tidligt hindrede ham deri - forskellige sportsgrene og blev fx en udmærket riffelskytte.
Som student kom Finsen til København, fik friplads på Regensen (1882-1886) og valgte medicin som studiefag på Københavns Universitet. Han sluttede sig med begejstring til 1880'ernes radikale bevægelse - uden dog at søge nogen fremtrædende stilling i den politiske kamp. En udpræget beskedenhed og en skyhed for personlig offentlig fremtræden prægede ham, og hans væsen forblev uberørt af hans tidligt vundne verdensry.
Om sin tid på Regensen og politiske tilknytning skrev Finsen i 1904 i en takke-tale til regensianere, der fejrede hans modtagelse af Nobel-prisen:

Min Regenstid faldt i Aarene 1882-86. Det var mine første Studenteraar. Jeg var derfor modtagelig og blev stærkt paavirket af Livet derinde. Jeg blev hurtig en fuldblods Regensianer, maaske altfor fuldblods, for min meste Tid tilbragte jeg vel under Linden eller paa Læsestuen. Sammen med mine udmærkede Venner »Søren« og »Jeppe«, »tyske Jensen« og »tykke Sofus« hørte jeg til Gaardens faste Stok, som altid var parat til hvadsomhelst, navnlig til politiske Diskussioner. Det var ogsaa nogle livlige Aar. De politiske Bølger gik højt, og Regensen var i lige saa høj Grad som Studenterforeningerne et af Brændpunkterne for den akademiske Ungdom.
I 1885 kulminerede det ved Udstedelsen af de mange Provisorier, Presseprovisoriet, Gendarmprovisoriet og navnlig Riffelprovisoriet. Da var der Liv paa Regensen, alt hvad der var smaat blev stort, naar det først blev rigtig drøftet under Linden; og alt hvad der var stort blev kolossalt, -- saaledes gaar det vel ogsaa den Dag i Dag. --
I de Dage svirrede Rygterne intet Steds værre end paa Regensen, og en Dag var det rent galt, da hed det sig, at Regensianerne skulde decimeres og Politiet vilde foretage Husundersøgelse. Da blev der Travlhed paa Gaarden, det gjaldt om at gemme alle Revolvere og de andre Mordinstrumenter, som de blodtørstige Radikale havde anskaffet sig -- naturligvis kun fordi det var forbudt. Det Hele endte selvfølgelig, ægte Regensiansk, med det bare Røg.

Sommeren 1890 tog han medicinsk embedseksamen og fik derefter ansættelse som prosektor anatomiæ hos professor Chievitz. Samtidig kastede han sig med iver over studiet af lysets biologiske virkninger - et emne, som tidlig havde vakt hans mest levende interesse. I 1893 fremkom hans første afhandling, "Om Lysets Indvirkning paa Huden" i Hospitalstidende, og den fulgtes samme år af blandt andre: "Om Behandlingen af Kopper", "Om de kemiske Straalers skadelige Virkning paa den dyriske Organisme". I de følgende år udsendte Finsen en række mindre afhandlinger, blandt hvilke navnlig "Lyset som Incitament" må nævnes som typisk for hans arbejds- og skrivemåde. Han var udpræget autodidakt; hans eksperimentelle undersøgelser udmærkede sig ved en klassisk enkelthed i forsøgsopstillingen og ved anvendelsen af små - nærmest forhåndenværende - hjælpemidler. Også i sin udtryksform var han i høj grad ukunstlet og ligetil, dog samtidig omhyggelig med hensyn til sprogbehandling og ordvalg. Hans skarpe iagttagelsesevne og den geniale dristighed, med hvilken han drog konsekvensen af sine iagttagelser, førte ham allerede tidligt til resultater, som skulle få varig videnskabelig - såvel som praktisk - betydning.

### Finsens medicinske Lysinstitut
Sit verdensry vandt Niels R. Finsen ved at indføre lysbehandlingen som helbredelsesmiddel over for forskellige hudsygdomme, frem for alt Lupus vulgaris. Hans afhandling "Om Anvendelse i Medicinen af koncentrerede kemiske Lysstraaler" fra 1896 i forbindelse med helbredelsen af den første lysbehandlede Lupus-patient i 1895 gav stødet til oprettelsen af "Finsens medicinske Lysinstitut" i oktober 1896. Instituttet, der fik sit første hjemsted i nogle beskedne træbygninger, som blev opført i et hjørne af Kommunehospitalets grund, fandt hurtig økonomisk støtte, dels hos private (fabriksejer Vilhelm Jørgensen og direktør G.A. Hagemann), dels hos det offentlige, og i 1901, da pladsen i de første lokaler allerede længst var for snæver til den hurtigt voksende virksomhed, flyttedes det til Rosenvænget, hvor en stor og tidssvarende bygning var blevet rejst til brug for den kliniske afdeling, mens en på grunden liggende villa indrettedes til laboratorium og til privatbolig for Finsen.
Han satte alt ind på at gennemføre den kliniske lysbehandling på den mest mønsterværdige måde, men det var dog den videnskabelige virksomhed, der frem for alt interesserede ham, og ifølge statutternes første paragraf bestod da også lysinstituttets hovedopgave i: "At anstille og fremme Undersøgelser over Lysets Virkninger paa de levende Organismer, hovedsagelig med det Maal for Øje, at anvende Lyset i den praktiske Medicins Tjeneste".
Omend solbade og elektriske lysbade allerede tidligere havde været anvendte som helbredelsesmiddel, blev Finsen dog med Rette anerkendt som grundlæggeren af radioterapien, dels på grund af den videnskabelige underbygning, han gav den, dels ved den fuldkommenhed, med hvilken han i teknisk henseende gennemførte lysbehandlingen i praksis. De fortrinlige resultater, som han opnåede - særlig ved behandlingen af lupus - banede vejen for den terapeutiske anvendelse af røntgenstråler og radiumstråler, og hans videnskabelige arbejder indledte en blomstringsperiode for studiet af lysets biologiske virkninger. Den rollierske lysbadebehandling af led- og knogletuberkulose, som hurtigt gav de mest lovende resultater, må historisk også ses som en videre udvikling af Finsens ideer.
Frem til den 21. oktober 1903 havde Finsen behandlet 1.100 patienter, heraf 924 danskere og 176 udlændinge.

### Opfinder
Som opfinder bevægede Niels R. Finsen sig på de forskelligste områder. Mens han arbejdede som prosektor, fik han ideen til den rundslebne dissektionskniv; nogle år senere fandt han en metode til fremstilling af et holdbart blodpræparat (Finsens hæmatinpulver), som vandt stor udbredelse, og endelig lagde han et betydeligt teknisk snilde for dagen ved konstruktionen af sine forskellige lamper og lyssamlingsapparater.

### Personlighed
Med en smittende begejstring for hver ny opgave og hvert nyt mål, han stillede sig, forbandt Finsen en sej udholdenhed og en vis stædighed i karakteren, som ikke lod ham i ro, før opgaven var løst og målet nået. Ejendommelig for hans fine, retlinede personlighed var også hans udprægede retfærdighedssans og hans humane medfølelse med dem, der på grund af sygdom eller fattigdom kun kender livets bagside; hans bestræbelser for at de kommunale understøttelser til behandling af ubemidlede lupuspatienter ikke måtte betragtes som fattighjælp, var i så henseende betegnende for ham.

### Angrebet af sygdom
Allerede i 23-års alderen blev han angrebet af en kronisk hjerte- og leversygdom, hvis følgetilstande (underlivsvattersot, stakåndethed og træthed) han målbevidst og med heroisk udholdenhed søgte at nedkæmpe, men som dog gennem hele hans voksenalder i høj grad nedsatte hans arbejdsevne; hans energi og arbejdslyst holdt sig derimod usvækket, lige indtil han næsten 44 år gammel bukkede under for sin sygdom - og han var sjælen i alle de arbejder, som indtil den tid udførtes på Lysinstituttets laboratorium .

### Sidste år
I sine sidste leveår blev Finsen gennem studiet og behandlingen af sin egen sygdom ført ind på forskellige stofskifteundersøgelser, af hvilke han dog kun nåede at få offentliggjort en enkelt række i de to afhandlinger: "Om Behandling og Forebyggelse af Ascites" og "Gives der en kronisk Klornatriumforgiftning beroende paa en Ophobning af Salt i Organismen?" (begge i Ugeskrift for Læger, henholdsvis 1894 og 1904). Hans interesse for fysiologisk terapi gav sig også udslag i hans bestræbelser for at få oprettet et videnskabelig ledet institut for kroniske sygdomme (specielt hjerte- og leversygdomme), hvor virkningen af de forskellige fysiologiske behandlingsmidler - særlig også det universelle kemiske lysbad - kunne gøres til genstand for kritisk undersøgelse og bedømmelse. Det første skridt hen imod dette mål blev oprettelsen af et sanatorium på Strandvejen. Forinden sin død havde Finsen imidlertid tegningerne færdige til en ny og større klinik, som skulle have sin plads på Lysinstituttets grund i Rosenvænget. Han nåede dog ikke at se sin plan realiseret; først 4 år efter hans død stod den ny klinik færdig til at tages i brug.
Finsens sidste arbejde - en lille opsats, som kort efter hans død fremkom i The Lancet - var et forsvar for hans opfattelse af de kemiske lysstrålers skadelige virkninger på koppesygdommens forløb, en opfattelse, som allerede 1893 havde ført ham til at foreslå koppepatienter behandlede i værelser, hvor de skærmes mod de betændelsevækkende blåviolette lysstråler fx ved hjælp af røde vinduesforhæng.

## Hædersbevisninger
Finsen hædredes som æresmedlem af en række såvel inden- som udenlandske videnskabelige selskaber. Han blev titulær professor i 1898.
Han modtog Nobelprisen 10. december 1903 nobelprisen i medicin for sin behandling af lupus vulgaris (hudtuberkulose) med lys.
Han var Ridder af Dannebrog.
FM i Guld., DM., samt talrige andre hædersbevisninger. Tillagt rang i 3.kl nr.3. Dansk Røde Kors mindetegn for dansk krigsfangehjælp november 1904. M.T. Kfh. 1914-1918.
Niels Ryberg Finsen er begravet på Vestre Kirkegård.
Til minde om Finsen og hans virke rejstes 1909 Rudolf Tegners monument Mod Lyset ved Rigshospitalet i København.
- Mindetavle på en klippe i Thorshavn
- Tavle på faderens embedsbolig i Puggårdsgade i Ribe
- Finsenkrateret

## Biografier
- Svend Lomholt. Niels R. Finsen. 1943.
- W. Thulstrup. Niels R. Finsen. 1942

## Familie
Niels Finsen blev den 29. december 1892 gift i Ribe med Ingeborg Dorthea Balslev (3. august 1868 i Ribe – 30. juli 1963 i København), datter af biskop Carl Frederik Balslev og hustru Marie Elise Hansen.
Niels og Ingeborg fik fire børn:
1. Gunnar Finsen (1895-1895)
2. Halldor Finsen (1896-1987); praktiserende læge i Espergærde gift med Martha Juliane Rasmussen (1903-1984) i ægteskabet 3 børn. Datteren Ruth Finsen blev gift med Hans Sølvhøj
3. Gudrun Finsen (1900-1948) gift med Svend Lomholt i ægteskabet 3 børn
4. Valgerda Finsen (1903-1998) gift med Jan Viggo Bertrand Tönnes Kleberg. I ægteskabet 2 sønner